# Ndew Niang
Ndew Niang (sinh ngày 20 tháng 8 năm 1954) là một vận động viên chạy cự ly trung bình. Bà đã thi đấu ở nội dung 800 mét nữ tại Thế vận hội Mùa hè 1976.
Niang cũng là một cầu thủ bóng đá, và là đội trưởng của câu lạc bộ Gazelles của Dakar, đội nữ hàng đầu ở Sénégal. Vào tháng 9 năm 1977, bà đã được câu lạc bộ chuyên nghiệp Pháp Red Star de Champigny Cœully ký hợp đồng; Vài ngày trước đó, bà đã giành được huy chương vàng 1500 mét tại Thế vận hội Tây Phi ở Lagos.